# Terramesnil
Terramesnil és un municipi francès situat al departament del Somme i a la regió dels Alts de França. L'any 2007 tenia 272 habitants.

## Demografia

### Població

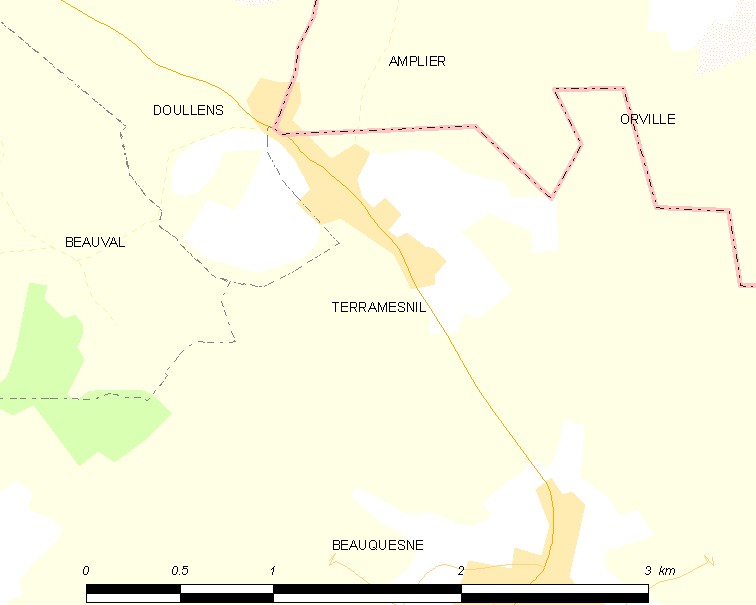
mapa del municipi

El 2007 la població de fet de Terramesnil era de 272 persones. Hi havia 112 famílies de les quals 36 eren unipersonals (12 homes vivint sols i 24 dones vivint soles), 28 parelles sense fills, 44 parelles amb fills i 4 famílies monoparentals amb fills.
La població ha evolucionat segons el següent gràfic:
Habitants censats

### Habitatges
El 2007 hi havia 124 habitatges, 111 eren l'habitatge principal de la família, 4 eren segones residències i 9 estaven desocupats. 119 eren cases i 1 era un apartament. Dels 111 habitatges principals, 102 estaven ocupats pels seus propietaris, 6 estaven llogats i ocupats pels llogaters i 3 estaven cedits a títol gratuït; 5 tenien dues cambres, 14 en tenien tres, 29 en tenien quatre i 63 en tenien cinc o més. 73 habitatges disposaven pel capbaix d'una plaça de pàrquing. A 50 habitatges hi havia un automòbil i a 47 n'hi havia dos o més.

### Piràmide de població

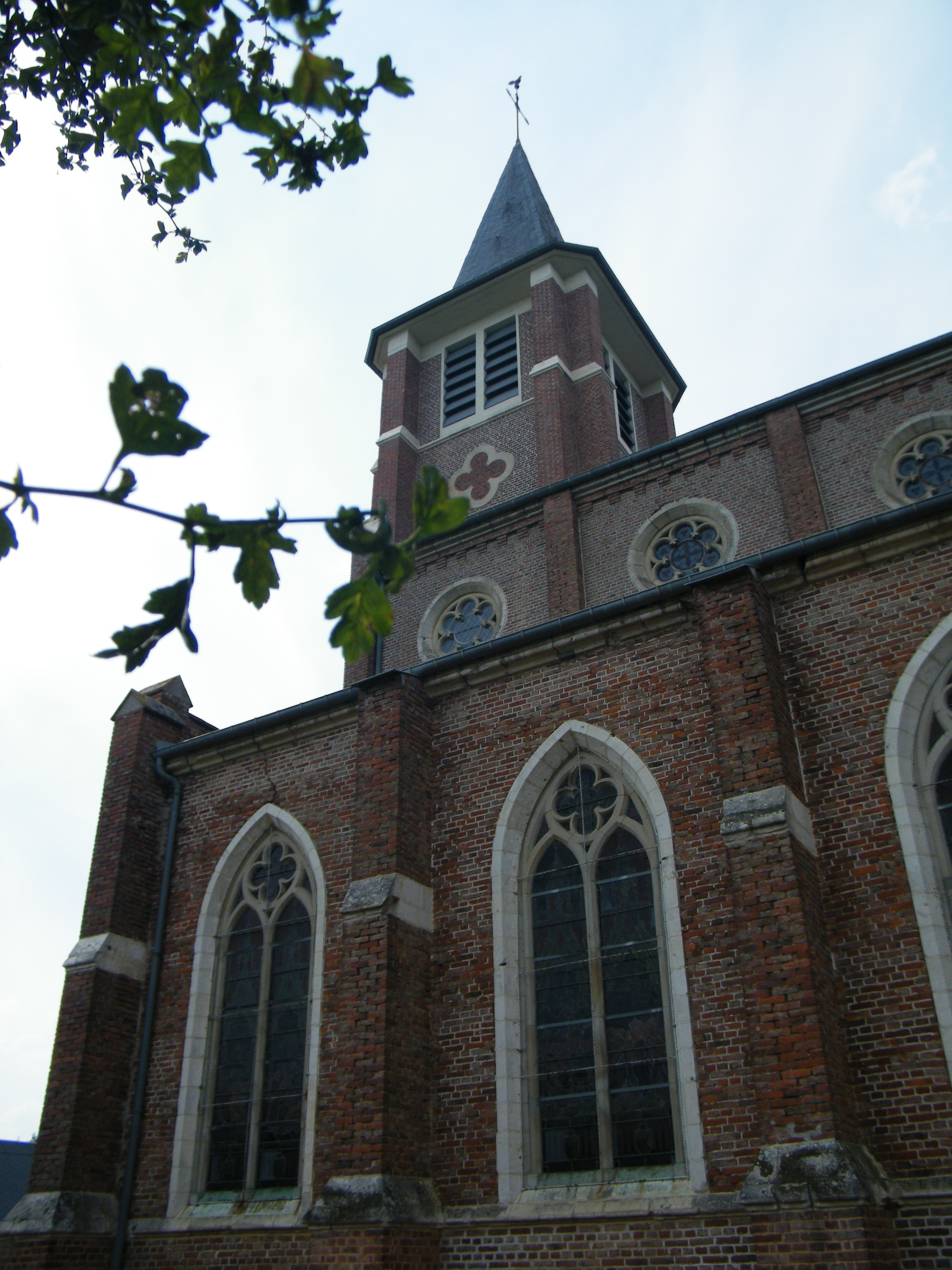

La piràmide de població per edats i sexe el 2009 era:
| Homes | Edats   | Dones |
| ----- | ------- | ----- |
| 0     | 95 o +  | 0     |
| 0     | 90 a 94 | 0     |
| 4     | 85 a 89 | 4     |
| 4     | 80 a 84 | 0     |
| 0     | 75 a 79 | 24    |
| 12    | 70 a 74 | 0     |
| 0     | 65 a 69 | 8     |
| 0     | 60 a 64 | 4     |
| 0     | 55 a 59 | 4     |
| 4     | 50 a 54 | 8     |
| 8     | 45 a 49 | 8     |
| 8     | 40 a 44 | 12    |
| 16    | 35 a 39 | 0     |
| 12    | 30 a 34 | 12    |
| 4     | 25 a 29 | 16    |
| 5     | 20 a 24 | 4     |
| 6     | 15 a 19 | 4     |
| 0     | 10 a 14 | 0     |
| 0     | 5 a 9   | 4     |
| 4     | 0 a 4   | 8     |

## Economia

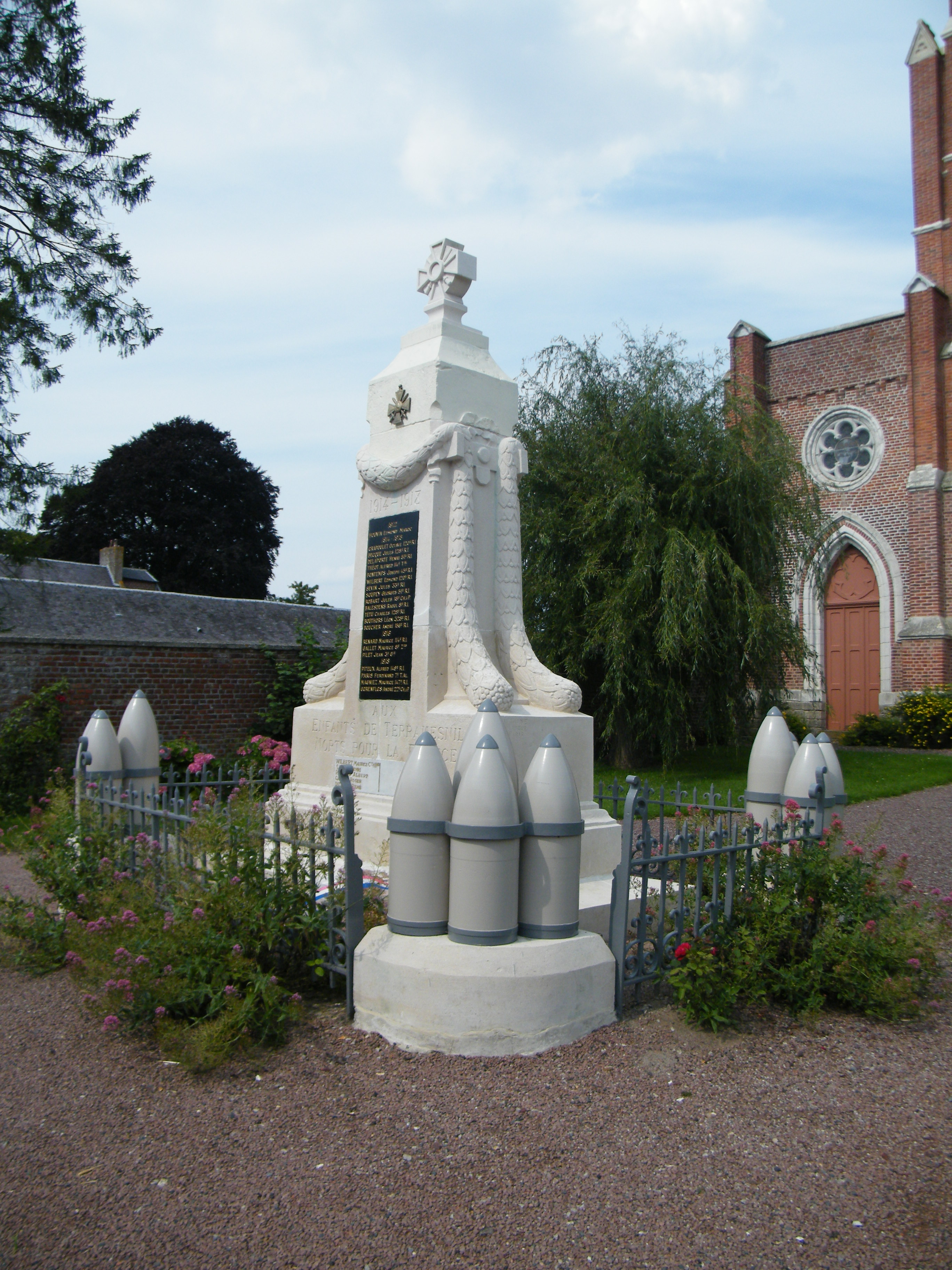

El 2007 la població en edat de treballar era de 166 persones, 124 eren actives i 42 eren inactives. De les 124 persones actives 113 estaven ocupades (65 homes i 48 dones) i 11 estaven aturades (5 homes i 6 dones). De les 42 persones inactives 10 estaven jubilades, 12 estaven estudiant i 20 estaven classificades com a «altres inactius».

### Ingressos
El 2009 a Terramesnil hi havia 111 unitats fiscals que integraven 286 persones, la mediana anual d'ingressos fiscals per persona era de 16.355,5 €.

### Activitats econòmiques
Dels 5 establiments que hi havia el 2007, 1 era d'una empresa de fabricació d'altres productes industrials, 2 d'empreses de comerç i reparació d'automòbils, 1 d'una empresa de transport i 1 d'una empresa de serveis.
L'únic establiment comercial que hi havia el 2009 era una botiga de roba.
L'any 2000 a Terramesnil hi havia 7 explotacions agrícoles.

## Equipaments sanitaris i escolars
El 2009 hi havia una escola elemental integrada dins d'un grup escolar amb les comunes properes formant una escola dispersa.

## Poblacions més properes
El següent diagrama mostra les poblacions més properes.